# Soberano (1755)
El Soberano fue un navío de línea de la Real Armada Española de 68 cañones nominales, construido en los Reales Astilleros de Esteiro de Ferrol. Su nombre de advocación era San Gregorio. De acuerdo con el sistema de clasificación de la Royal Navy, el buque quedó categorizado como navío de tercera clase.

## Construcción
Junto con sus 11 gemelos, se ordenó su construcción el 15 de junio de 1752, su quilla fue puesta sobre la grada en 1752 y fue botado en 1755. Pertenecía a la serie conocida popularmente como los Doce Apóstoles o del Apostolado, construidos todos simultáneamente en los Reales Astilleros de Esteiro de Ferrol por el constructor británico Rooth entre 1753 y 1755 por el método inglés o de Jorge Juan. Entró en servicio en 1755 con 68 cañones, al igual que todos los demás de la serie, aunque algunos de sus gemelos llegaron a portar 74 cañones.

## Historial

### Combatiendo la piratería
A mediados de 1756 estaba asignado en Ferrol a la escuadra que debía zarpar rumbo al mar Mediterráneo bajo el mando de Pedro Fitz-James Stuart. En agosto de 1756 se formaba la citada escuadra en Cartagena con los navíos Triunfante, Héctor y Vencedor. En noviembre, los navíos Soberano, Héctor y Vencedor son desarmados y puestos en estado de invernada. 
En mayo de 1758 es armado junto con los navíos Héctor, Vencedor, Triunfante, Septentrión y las fragatas Astrea y Juno. En junio de 1758 cuando navegaba con los navíos Vencedor y Héctor avistaron al navío argelino de 60 cañones Castillo Nuevo y a la fragata Carabela de 40 cañones. Los navíos españoles habían salido de Cartagena el 2 de junio para patrullar la costa.
Se inició la persecución de los buques argelinos cerca de la costa de Estepona y Málaga. El combate empezó ocho horas y media después del avistamiento. Al cabo de seis horas y media, el Castillo Nuevo estaba totalmente desmantelado y poco después se le conminó a la rendición. Se capturó al navío argelino con 100 muertos y 44 heridos, cayendo prisioneros otros 306 hombres. A pesar del esfuerzo de los carpinteros, el navío se hundió a las 8.30 de la mañana del día siguiente por las graves averías sufridas. Hubo dos muertos y diez heridos en el Vencedor y varios heridos en el Soberano. 
El Héctor y un temporal se encargaron posteriormente de hundir la fragata.
En diciembre de 1758 se ordena que esté listo para navegar la primavera siguiente. En marzo de 1759, bajo el mando del capitán de navío Isidoro de Postigo, fue comisionado en compañía de la fragata Juno para hacer el corso en las costas entre Cartagena y el estrecho de Gibraltar.

### Transporte Real
En 1759 bajo el mando del capitán de navío Isidoro García de Postigo y Prado, y como parte de la escuadra del teniente general Pedro Fitz-James Stuart, junto con otros tres navíos llega a Nápoles, donde se reúnen con la escuadra de Juan José Navarro, Marqués de la Victoria, compuesta por otros once navíos, dos fragatas y dos tartanas, que procedente de Cádiz el 29 de agosto de 1759 había acudido a la ciudad italiana para recoger al nuevo rey Carlos III. En compañía de otro navío napolitano inician el viaje de vuelta, en el que el rey embarcó en el Real Fénix el 7 de octubre y arribó a Barcelona el 17 de octubre.
En junio de 1760 zarpa de Cartagena con el navío Triunfante, ambos al mando del marqués de Spínola, para socorrer a los navíos a cargo del marqués del Real Tesoro, faltos de agua.

### Guerra de los Siete Años

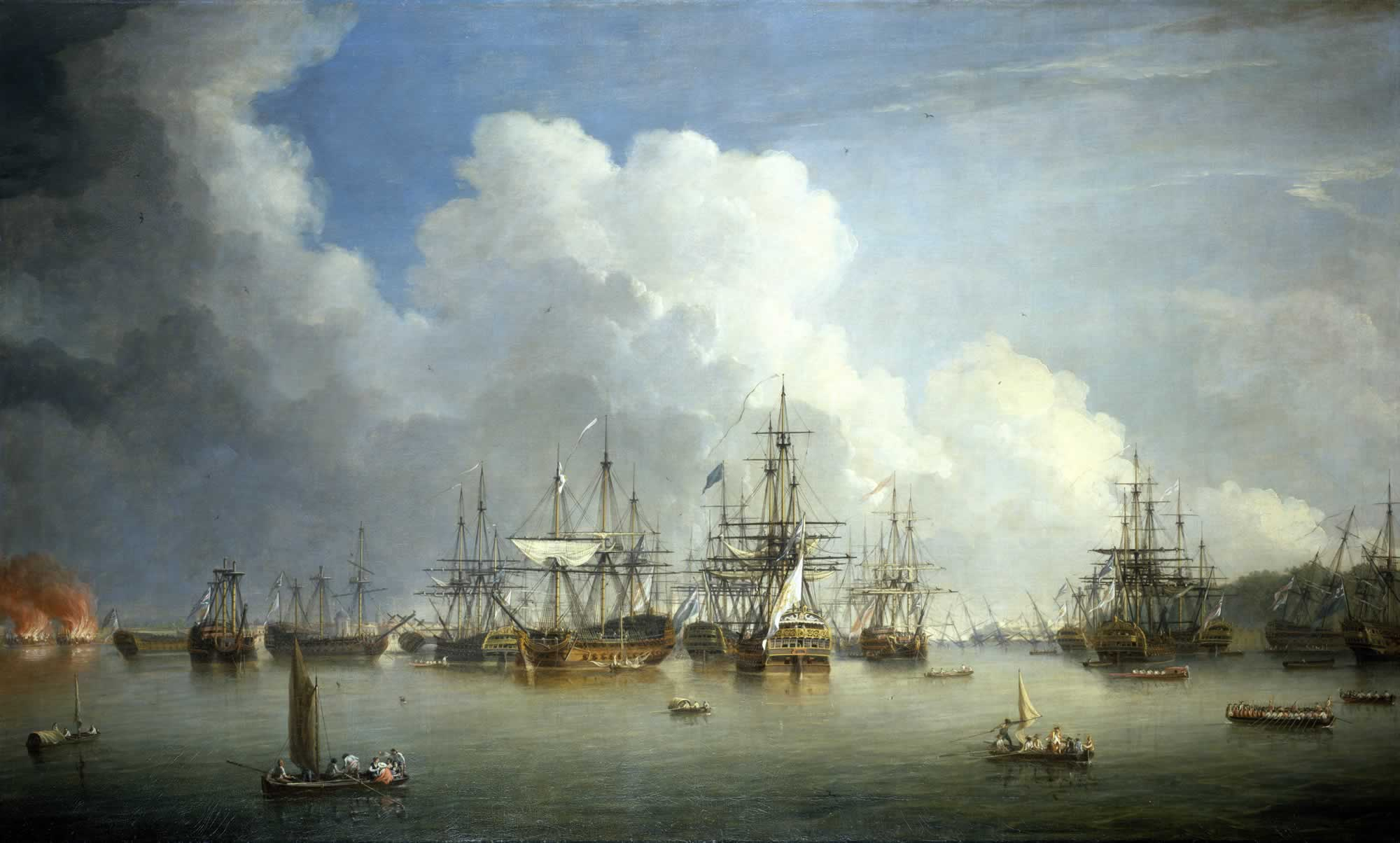
The Captured Spanish Fleet at Havana, óleo de Dominic Serres. Museo Marítimo Nacional de Greenwich.

El 4 de marzo de 1761 zarpó de Cartagena con el navío Aquilón, con el que entró en Cádiz el día 24 del mismo mes, con 313 hombres pertenecientes al segundo batallón del regimiento de infantería Aragón. El 14 de abril de 1761 partió de Cádiz hacia La Habana con la escuadra que mandaba el jefe de escuadra Gutierre de Hevia, marqués del Real Transporte, al mando del capitán de navío Juan García de Postigo. El 6 de junio de 1762 se presenta ante la bahía de La Habana una escuadra británica compuesta por 53 navíos de línea y 25 000 hombres entre soldados y marineros al mando del almirante George Pocock. 
Fue capturado tras la toma de La Habana por los británicos en 1762. El 19 de agosto de 1763 arribó a Portsmouth tras concluir la guerra de los Siete Años, teniendo una dotación de 74 cañones. El ya Soverano fue 6 de junio de 1769 objeto de peritaje para comprobar su condición y se determinó su venta para desguace, lo que acontecería el 14 de junio de año siguiente en Portsmouth.